# تاكيدا يوشينوبو
تاكيدا يوشينوبو (باليابانية: 武田義信؛ بالكانا: たけだ よしのぶ) هو ساموراي ياباني، ولد في 1538، وتوفي في 19 نوفمبر 1567 بسبب استنزاف.